# Torbiera di Lipoi
Torbiera di Lipoi este o arie protejată (arie specială de conservare — SAC, sit de importanță comunitară — SCI) din Italia întinsă pe o suprafață de 65 ha, integral pe uscat.

## Localizare
Centrul sitului Torbiera di Lipoi este situat la coordonatele 46°02′19″N 11°57′24″E / 46.038611°N 11.956667°E.

## Înființare
Situl Torbiera di Lipoi a fost declarat sit de importanță comunitară în septembrie 1995 pentru a proteja 7 specii de animale. Situl a fost protejat și ca arie specială de conservare în iulie 2018.

## Biodiversitate
Situată în ecoregiunea alpină, aria protejată conține 10 habitate naturale: Fânețe de joasă altitudine (Alopecurus pratensis, Sanguisorba officinalis), Pajiști cu Molinia pe soluri calcaroase, turboase sau argilos-nămoloase (Molinion caeruleae), Mlaștini alcaline, Păduri aluvionare cu Alnus glutinosa și Fraxinus excelsior (Alno-Padion, Alnion incanae, Salicion albae), Mlaștini calcaroase cu Cladium mariscus și specii de Caricion davallianae, Mlaștini turboase de tranziție și turbării mișcătoare, Păduri de stejar sau de stejar și carpen sub-atlantice și medio-europene de Carpinion betuli, Păduri ilirice de stejar și carpen (Erythronio-Carpinion), Păduri ilirice de Fagus sylvatica (Aremonio-Fagion), Liziere de ierburi înalte hidrofile de câmpie și de nivel montan până la alpin.
La baza desemnării sitului se află mai multe specii protejate:
- păsări (6): uliu păsărar (Accipiter nisus), barză albă (Ciconia ciconia), sfrâncioc roșiatic (Lanius collurio), viespar (Pernis apivorus), ciocănitoarea verde (Picus viridis), mărăcinar negru (Saxicola torquatus)
- nevertebrate (1): rădașcă (Lucanus cervus)

Pe lângă speciile protejate, pe teritoriul sitului au mai fost identificate 7 specii de plante, 1 specie de mamifere.